# Gnetum
Famille
Genre
Synonymes
- Gnemon Rumph. ex Kuntze
- Thoa Aubl.
- Abutua Lour.
- Arthostema Neck.

Répartition géographique
Gnetum est un genre de plantes gnétophytes. Ce sont des plantes que l'on a longtemps considérées comme proches des plantes Angiospermes. On les estime plutôt proche des Gymnospermes à l'heure actuelle. Gnetum est le seul genre de la famille des Gnetaceae. Les espèces Gnetum africanum et, dans une moindre mesure, Gnetum buchholzianum sont récoltées surtout comme ressource alimentaire en Afrique, mais aussi comme plantes médicinales. Elles font l'objet de tentatives de domestication pour en généraliser la culture afin d'épargner les plantes sauvages.

## Étymologie
Le nom de genre Gnetum est dérivé du malais gnemon utan, suivant la description de la plante par le naturaliste hollandais Rumphius,.

## Description

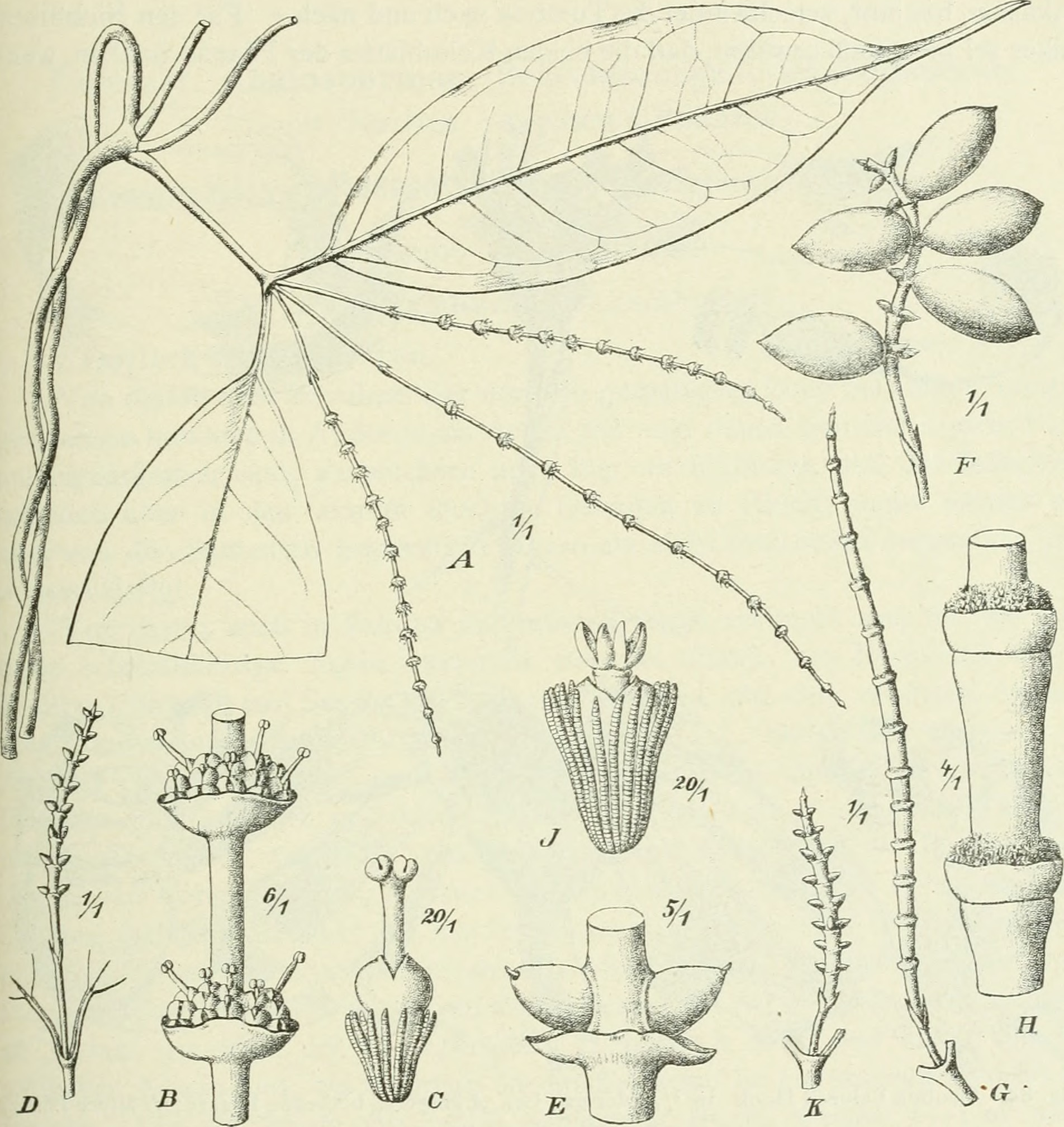
Illustration tirée de Le monde végétal de l'Afrique, en particulier ses régions tropicales – Principes fondamentaux de la répartition des plantes en Afrique et des plantes caractéristiques de l'Afrique, 1910 de Gnetum africanum

### Caractéristiques végétatives
Toutes les espèces de Gnetum sont des plantes ligneuses tropicales, la plupart sont des lianes, certaines sont de petits arbres ou arbustes. Contrairement aux autres gymnospermes, le xylème (bois secondaire) contient des éléments de vaisseaux. Les Gnetum ont de vraies feuilles persistantes, comme les feuilles des angiospermes. Leurs feuilles ont de larges limbes avec des nervures réticulées.
Parmi les espèces étudiées jusqu'à présent, les Gnetum ont des capacités de photosynthèse et de transpiration considérablement inférieures à celles des autres plantes à graines, en raison de l'absence de multiples gènes chloroplastiques essentiels à la photosynthèse, un trait qu'ils semblent partager avec les autres membres vivants des Gnetophyta, Ephedra et Welwitschia, ainsi qu'avec les conifères.

### Caractéristiques génératives
Les espèces de Gnetum sont des plantes aux sexes séparés, il existe des espèces monoïques ou dioïques. Les fleurs d'un sexe sont disposées en grappes dans des inflorescences racémeuses. Le nucelle de l'ovule est entouré de trois gaines. Les graines contiennent deux cotylédons.

## Liste d'espèces
Il existe environ 50 espèces différentes de Gnetum. Le Catalogue of Life en répertorie 44.
- Gnetum interruptum Biye
- Gnetum latispicum Biye
- Gnetum section Gnetum
  - Gnetum subsect. Gnetum - 2 espèces d'arbres ; Asie du Sud-Est, îles du Pacifique
    - Gnetum gnemon L.
    - Gnetum costatum K.Sch.

  - Gnetum subsect. Micrognemones - 2 espèces de lianes ; Afrique de l'Ouest tropical
    - Gnetum africanum Welw.
    - Gnetum buchholzianum Engl.

  - Gnetum subsect. Araeognemones - 9 espèces de lianes ; Amérique du Sud et centrale tropicale
    - Gnetum amazonicum Tul.
    - Gnetum camporum (Markgr.) D.W.Stev. & Zanoni
    - Gnetum leyboldii Tul.
    - Gnetum nodiflorum Brongn.
    - Gnetum paniculatum Spruce ex Benth.
    - Gnetum schwackeanum Taub. ex Schenk
    - Gnetum urens (Aubl.) Blume
    - Gnetum venosum Spruce
- Gnetum section Scandentia [Gnetum section Cylindrostachys] - 20 espèces de lianes ; Asie du sud-est
  - Gnetum subsect. Stipitati
    - Gnetum arboreum Foxw.
    - Gnetum contractum Markgr.
    - Gnetum edule (Willdenow) Blume
    - Gnetum gracilipes C.Y.Cheng
    - Gnetum latifolium Blume
    - Gnetum montanum Markgr.
    - Gnetum oblongum
    - Gnetum pendulum C.Y.Cheng
    - Gnetum tenuifolium Ridl.
    - Gnetum ula Brongn.

  - Gnetum subsect. Sessiles
    - Gnetum acutum
    - Gnetum bosavicum
    - Gnetum catasphaericum H.Shao
    - Gnetum chinense Yang, Liu, & Chang
    - Gnetum cleistostachyum
    - Gnetum cuspidatum Blume
    - Gnetum diminutum Markgr.
    - Gnetum formosum Markgr.
    - Gnetum giganteum H.Shao
    - Gnetum globosum
    - Gnetum gnemonoides Brongn.
    - Gnetum hainanense C.Y. Cheng
    - Gnetum klossii Merr. ex Markgraf
    - Gnetum leptostachyum Blume
    - Gnetum loerzingii Markgr.
    - Gnetum luofuense C.Y.Cheng
    - Gnetum macrostachyum Hook f.
    - Gnetum microcarpum Blume
    - Gnetum neglectum H.Karst.
    - Gnetum oxycarpum Ridl.
    - Gnetum parvifolium (Warb.) W.C.Cheng
    - Gnetum raya
    - Gnetum ridleyi Gamble ex Markgr.

Les phylogénies moléculaires basées sur les séquences nucléaires et plastidiales de la plupart des espèces indiquent une hybridation entre certaines espèces d'Asie du Sud-Est.

## Évolution
Certaines espèces ont été proposées comme ayant été les premières plantes à être pollinisées par des insectes, car leurs fossiles sont associés à des mouches-scorpions (Mecoptera) pollinisatrices éteintes. Les horloges moléculaires calibrées par des fossiles suggèrent que les lignées de Gnetum que l'on trouve aujourd'hui en Afrique, en Amérique du Sud et en Asie du Sud-Est sont le résultat d'une ancienne dispersion à longue distance à travers l'eau de mer.

## Utilisations

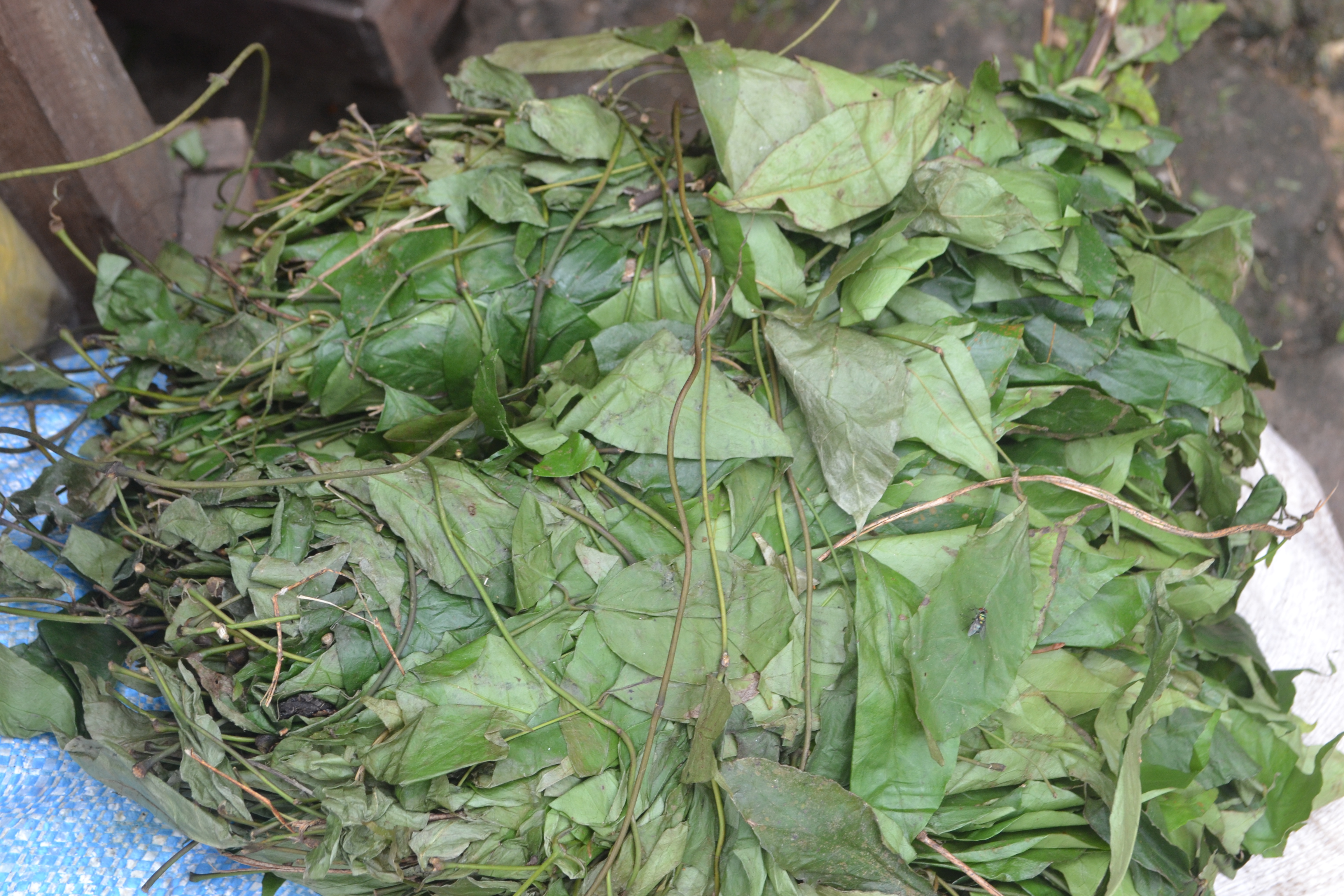
Feuilles de Gnetum africanum récoltées

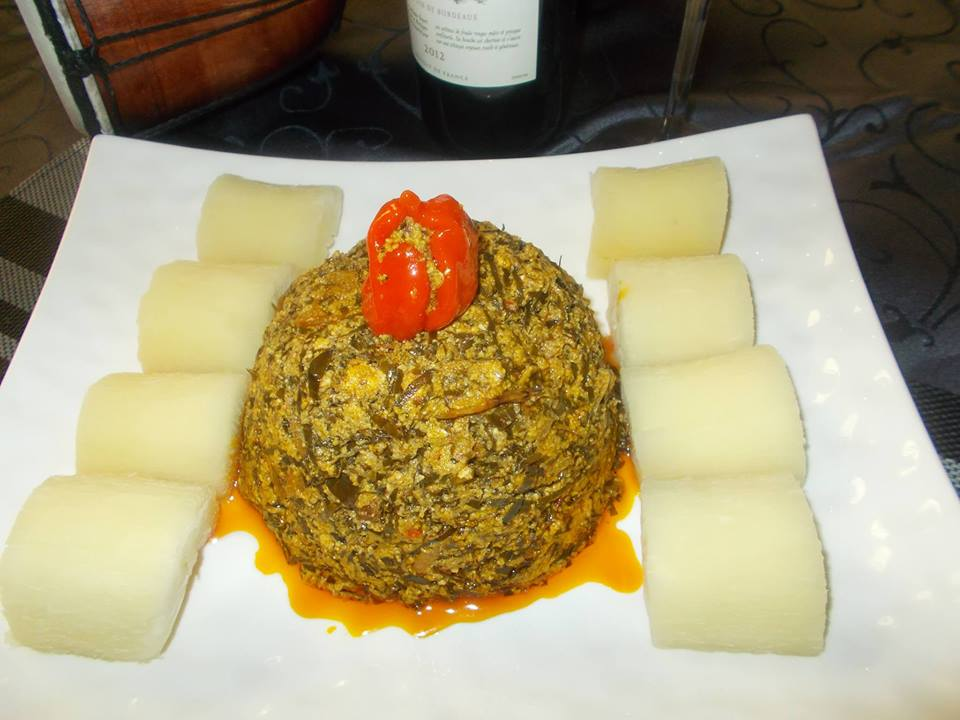
Gnetum Okok (óder ikok) cuit et manioc à la vapeur

De nombreuses espèces de Gnetum sont comestibles, les graines étant grillées et le feuillage utilisé comme légume-feuille.  Il n'y a aucun danger à consommer le fruit ou les graines.
Une étude a également été réalisée sur la plante pour voir si elle avait des propriétés médicinales, découvrant certains effets anticoagulants dus à sa teneur en stilbénoïdes. La famille des Gnetaceae est bien connue comme une riche source de stilbénoïdes d'origine végétale ainsi que les Cyperaceae, Dipterocarpaceae, Fabaceae et Vitaceae.

## Conservation
Certaines espèces de Gnetum sont en danger de disparition. Les habitats sont détruits et les arbres sont abattus pour créer des industries. La forêt tropicale est détruite et de nombreuses espèces sont en voie d'extinction, comme Gnetum oxycarpum. Les forêts tropicales sont détruites et transformées en terres agricoles. Les Gnetum ne vivent que dans une petite partie de la forêt tropicale.

## Galerie

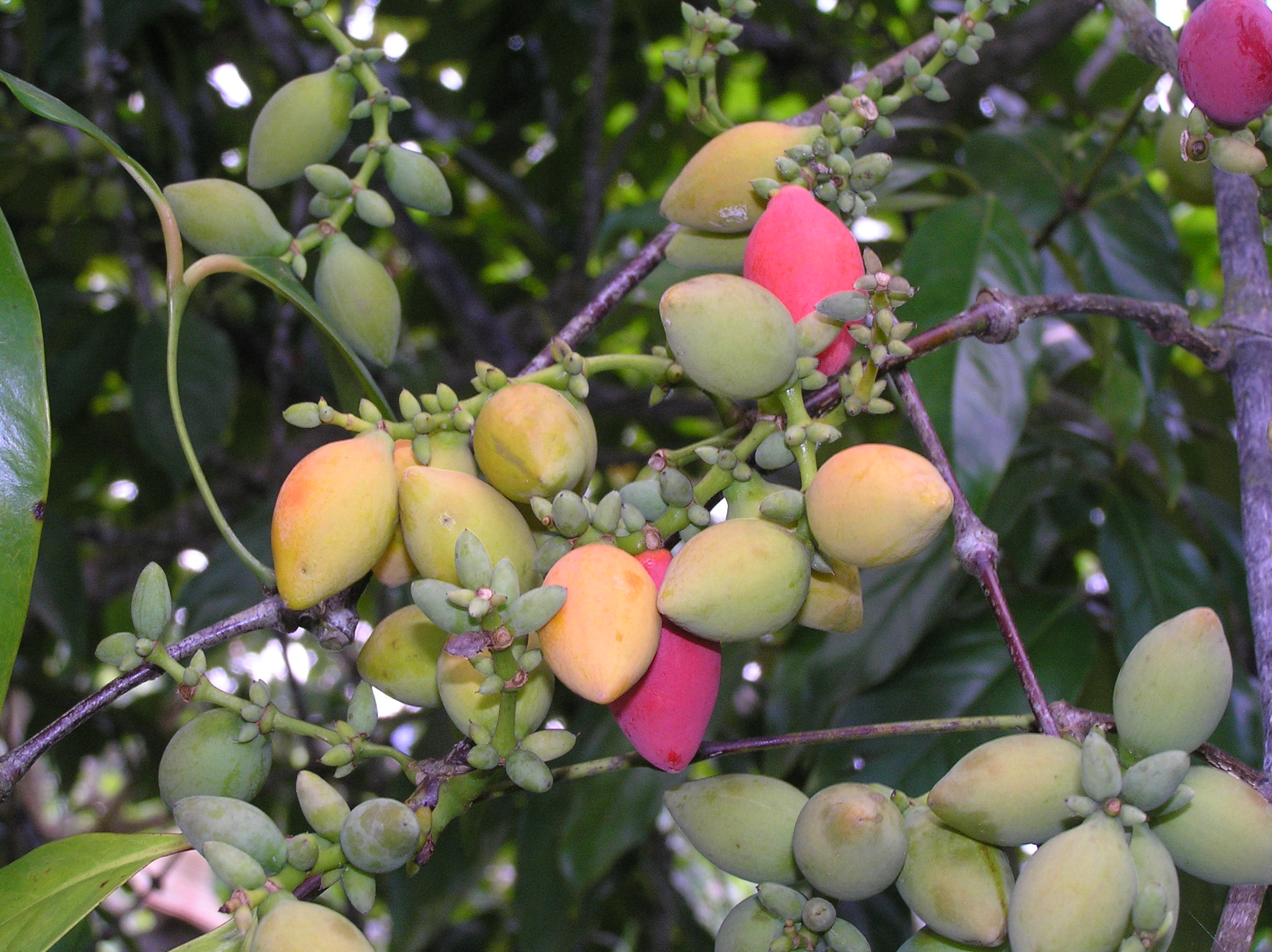
Cônes carpellés/femelles de Gnetum gnemon
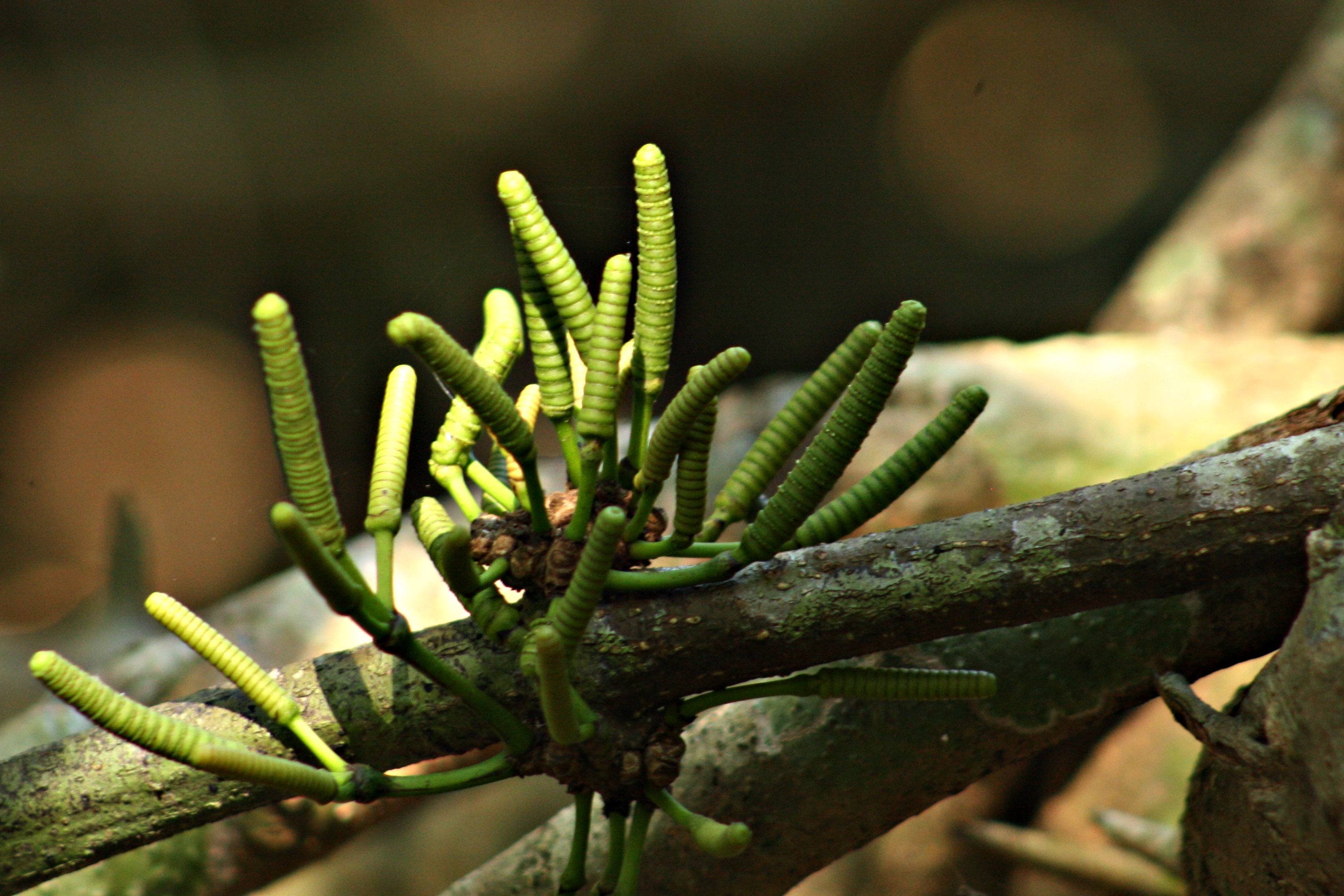
Cônes staminés/mâles de Gnetum latifolium
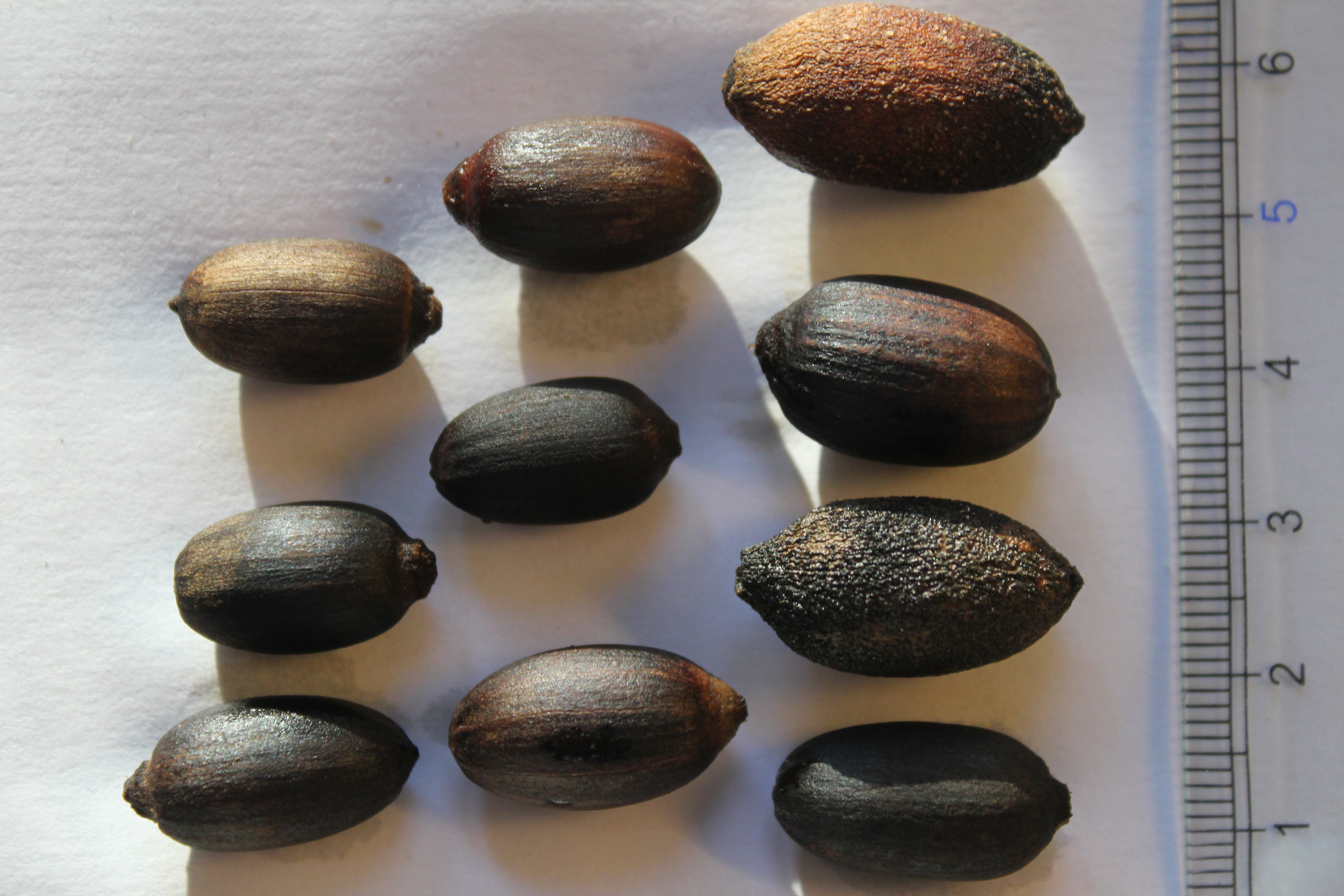
Graines de Gnetum gnemon

### Famille desGnetaceae
- (en) Flora of China : Gnetaceae
- (en) Angiosperm Phylogeny Website : Gnetaceae
- (en) Catalogue of Life : Gnetaceae (consulté le 7 avril 2023)
- (en) Paleobiology Database : Gnetaceae  Blume
- (fr + en) ITIS : Gnetaceae
- (en) NCBI : Gnetaceae (taxons inclus)
- (en) GRIN : famille Gnetaceae  Blume (+liste des genres contenant des synonymes)
- (fr + en) CITES : famille Gnetaceae (sur le site de l’UNEP-WCMC)

### GenreGnetum
- (en) Flora of China : Gnetum
- (en) Tree of Life Web Project : Gnetum
- (en) Catalogue of Life : Gnetum L. (consulté le 6 avril 2023)
- (fr + en) ITIS : Gnetum  L.
- (en) NCBI : Gnetum (taxons inclus)
- (en) GRIN : genre Gnetum  L. (+liste d'espèces contenant des synonymes)
- (fr + en) CITES : genre Gnetum (sur le site de l’UNEP-WCMC)